# Ennigaldi
Ennigaldi, altresì nota come Ennigaldi-Nanna e Bel-Shalti-Nanna o Bel-Shalt-Nannar (fl. VI secolo a.C.), è stata una principessa e sacerdotessa babilonese.
Era figlia dell'ultimo re neo-babilonese, Nabonide, che regnò dal 556 al 539 a.C.
È considerata la prima curatrice di museo della storia dell'umanità.

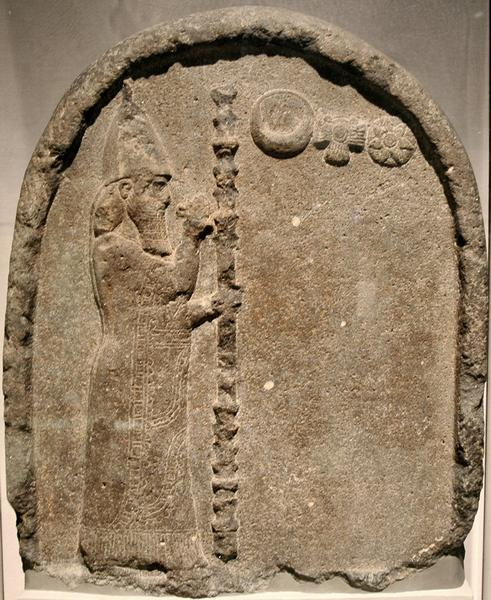
Rilievo raffigurante il padre di Ennigaldi, Nabonide, che venera Sin (la Luna), Shamash (il Sole) e Ishtar (il pianeta Venere)

## Biografia
Vissuta nel VI secolo a.C., Ennigaldi era figlia di Nabonide, ultimo re caldeo di Babilonia.
Al suo nome venne aggiunto il denominativo Nanna dato che fu sacerdotessa della divinità lunare Nanna, come la nonna Addagoppe di Harran. Fu anche amministratrice della scuola per le giovani sacerdotesse.
Durante gli scavi di Ur sir Leonard Woolley negli anni venti del XX secolo scoprì in quello che era denominato palazzo di Bel-Shalti-Nanna una stanza che conteneva reperti mesopotamici che coprivano un arco storico di 1500 anni ed etichette in creta in tre lingue che descrivevano alcuni degli oggetti esposti. 
La stanza è quindi da considerarsi come uno dei primi musei mai realizzati ed è stata denominata dagli archeologi "museo di Ennigaldi-Nanna". Il museo venne costruito ed allestito e curato da Ennigaldi con il supporto dal padre Nabonide, anch'egli appassionato collezionista ed antiquario, intorno al 530 a.C..